# Chevrolet Cavalier (Chiny)
Chevrolet Cavalier – samochód osobowy klasy kompaktowej produkowany pod amerykańską marką Chevrolet w latach 2016 – 2021.

## Historia i opis modelu

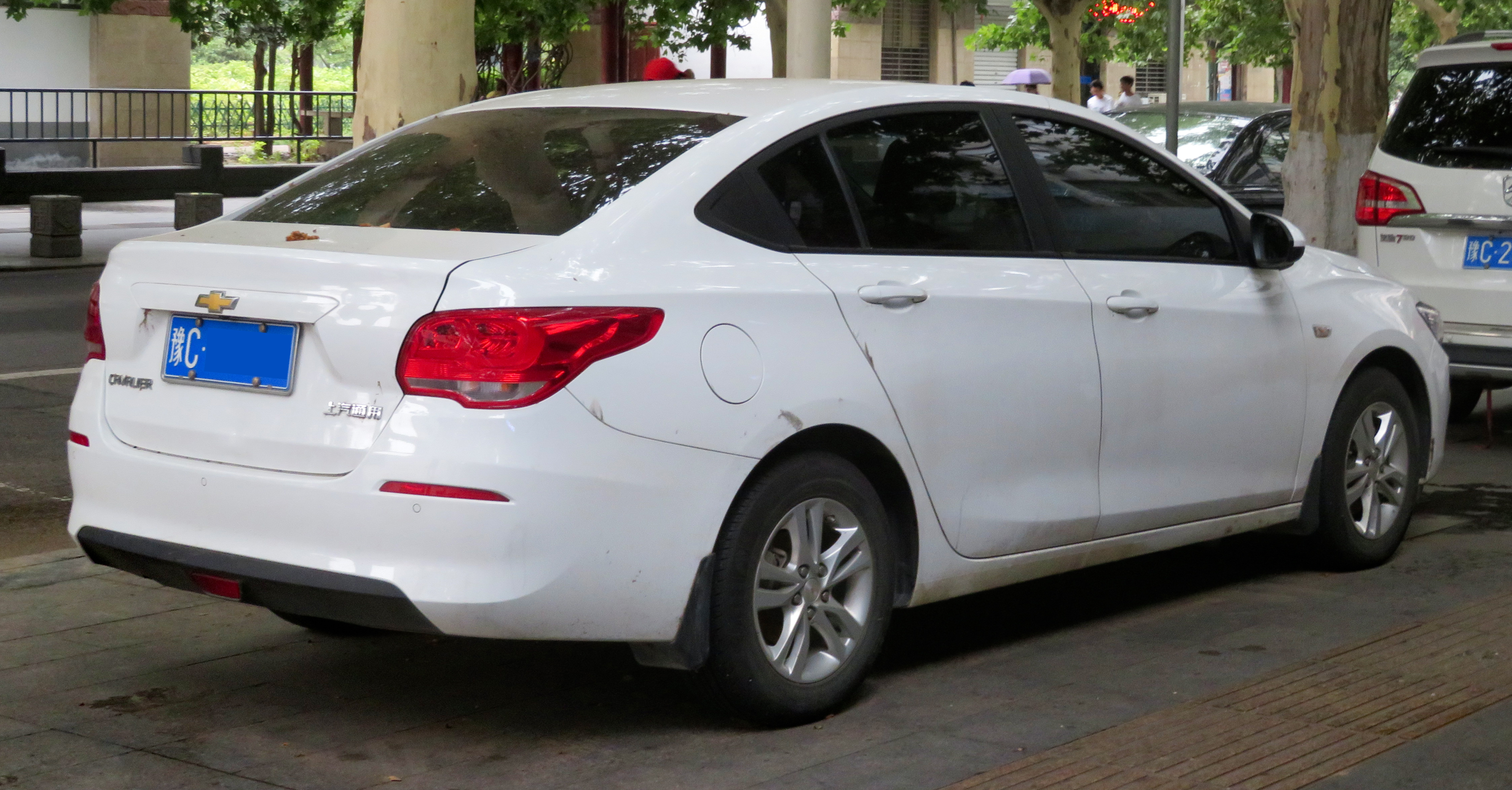
Chevrolet Cavalier - tył

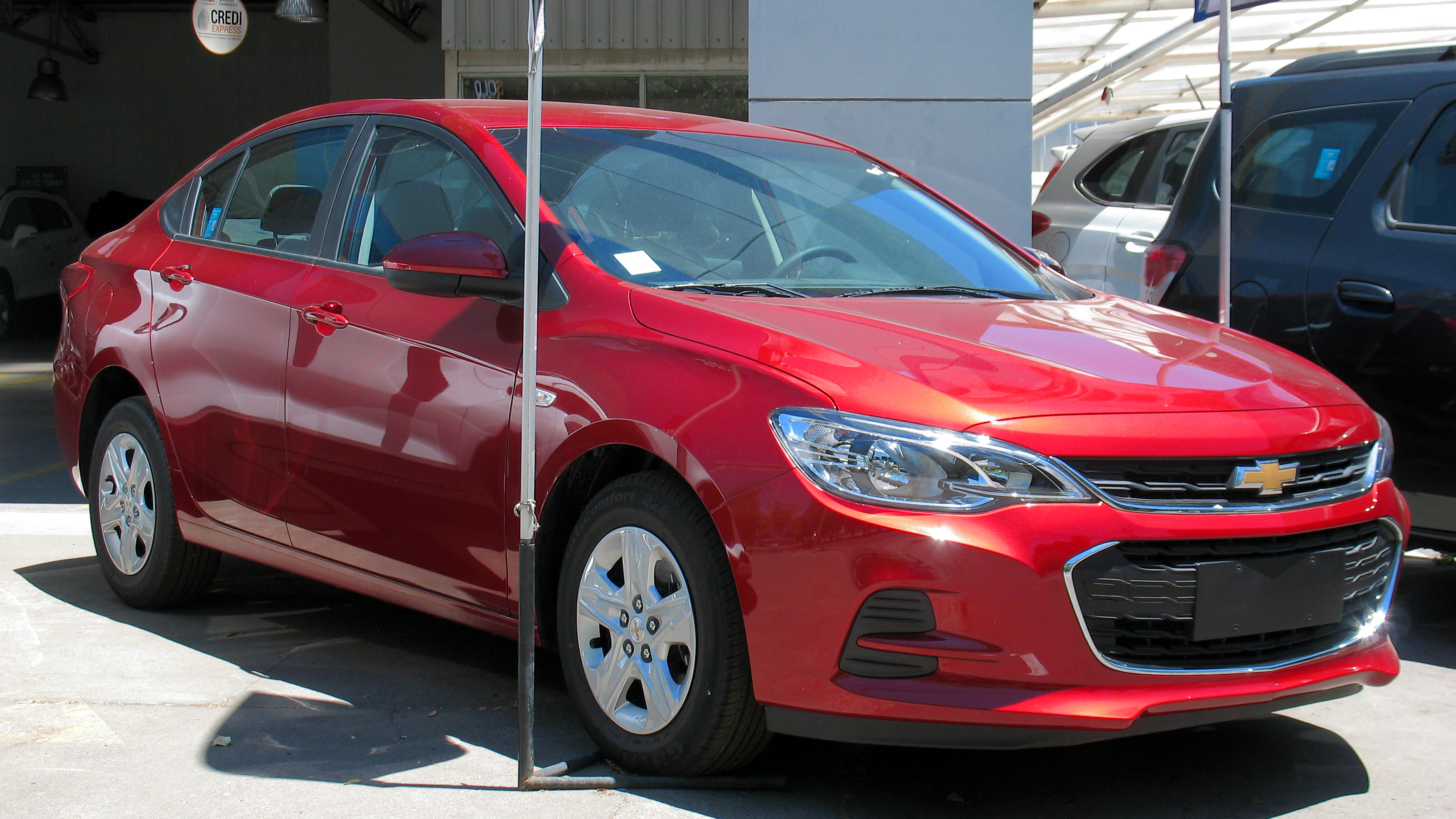
chilijski Chevrolet Cavalier

W sierpniu 2016 roku Chevrolet zdecydował się przywrócić do użytku nazwę Cavalier po 11-letniej przerwie, tym razem jednak nie dla wewnętrznego rynku amerykańskiego, lecz dla regionu Chin.
Samochód przyjął postać kompaktowego sedana stanowiącego tańszą alternatywę dla modelu Cruze, stanowiąc odpowiedź na podobne modele Citroëna czy Forda.
Chevrolet Cavalier zyskał sylwetkę łączącą agresywne proporcje nadwozia z zaokrąglonymi reflektorami i lampami, a także kokpit z ekranem dotykowym znajdującym się między nawiewami wyposażonym w system multimedialny MyLink.

### Sprzedaż
W połowie 2017 roku Chevrolet zdecydował się poszerzyć zasięg rynkowy Cavaliera także o rynki latynoamerykańskie. W sierpniu samochód przedstawiono w Meksyku, a w listopadzie w Chile i Peru.
We wrześniu 2019 roku Cavalier na rynki Ameryki Łacińskiej przeszedł drobne zmiany dotyczące zmian w systemie multimedialnym i wyposażeniu standardowym.

### Silnik
- L4 1.5l S-TEC